# Hymenocarpos lotoides
La cornicina (Hymenocarpos lotoides) es una especie de plantas de la familia de las fabáceas.

## Descripción
Hierba anual. Tallos de hasta 40 cm, erectos. Hojas basales simples, las intermedias irregularmente pinnadas y las superiores con 5-7 foliolos elípticos; el terminal algo más grande. Inflorescencia con 3-11 flores, con bráctea 3-palmatisecta. Flores de hasta 20 mm. Cáliz tubuloso, recto. Corola más larga que el cáliz, amarillo-anaranjada. Fruto de hasta 21 mm, cilíndrico, toruloso, recto o algo arqueado, tan largo o más largo que el cáliz, con (4-) 7-12 semillas.

## Sinonimia
- Hymenocarpos hispanicus Lassen in Willdenowia 16: 443 (1986), nom. illeg.
- Cornicina lotoides (L.) Boiss., Voy. Bot. Espagne 2: 163 (1840)
- Hymenocarpos lotoides (L.) Lassen in Willdenowia 16: 111 (1986), comb. superfl.
- Anthyllis lotoides L., Sp. Pl. 720 (1753)
- Anthyllis lotoides f. brevipedunculata Cout., Fl. Portugal ed. 2 415 (1939), nom. nud.[2]

## Distribución y hábitat
Endemismo Ibérico-Magrebí. Pastizales más o menos ruderalizados. Florece y fructifica en primavera.